# Kallertshofen
Kallertshofen ist ein Weiler des Marktes Bissingen im schwäbischen Landkreis Dillingen an der Donau. Er liegt südwestlich von Bissingen, jenseits der Kessel am linken Talhang. 

## Geschichte
Der Ort wird erstmals 1245 als „Kadelharshovin“ genannt. Er wurde vermutlich als Ausbausiedlung von Bissingen gegründet. Das Kloster Reichenau verkaufte 1245 seinen Besitz an das Kloster Kaisheim. Bald danach ging der Besitz an die Herrschaft Hohenburg-Bissingen über. Der Weiler bestand in den letzten Jahrhunderten immer aus vier oder fünf Anwesen.